# M73 (groupe d'étoiles)
Pour les articles homonymes, voir M73.
Messier 73 (M73 également appelé NGC 6994) est un astérisme de quatre étoiles de magnitude apparente comprise entre 10 et 12,3, très proches les unes des autres par perspective (séparées de moins de trois minutes d'arc) et situées dans la constellation du Verseau. M73 est l'un des astérismes les plus connus dans le ciel et il a été profondément étudié par plusieurs scientifiques. Il a été découvert par Charles Messier le 4 octobre 1780 et décrit ainsi :
Amas de trois ou quatre petites étoiles, qui ressemble à une nébuleuse au premier coup d'œil, contient un peu de nébulosité ; cet amas est placé sur le parallèle de la nébuleuse précédente ; sa position a été déterminée par la même étoile ν du Verseau.
L'objet n'est pas spécialement remarquable, et a probablement été découvert du fait de sa déclinaison extrêmement proche de celle de M72 comme Messier l'indique lui-même. Il fait également partie du catalogue de John Herschel sous la référence GC 4617 et du catalogue NGC (NGC 6994). Les quatre étoiles forment un « Y » incliné sur la gauche quand le nord est en haut de l'image. L'étoile centrale est la moins brillante des quatre et de ce fait plus difficile à voir dans un télescope.

## Caractéristiques physiques
Les caractéristiques de ces étoiles sont :
| Étoile | AD (J2000.0)    | Déc (J2000.0)    | V              | B              | B-V           | Désignation        |
| ------ | --------------- | ---------------- | -------------- | -------------- | ------------- | ------------------ |
| 1      | 20h 58m 53.326s | -12° 37′ 54.404″ | 11,70 ± 0,18   | 13,31 ± 0,48   | 1,61 ± 0,66   | Cl* NGC 6994 BWM 5 |
| 2      | 20h 58m 54.798s | -12° 38′ 03.916″ | 11,86 ± 0,19   | 12,54 ± 0,26   | 0,68 ± 0,45   | BD-13 5808         |
| 3      | 20h 58m 56.772s | -12° 38′ 30.310″ | 10,297 ± 0,056 | 11,393 ± 0,04  | 1,096 ± 0,096 | BD-13 5809         |
| 4      | 20h 58m 57.601s | -12° 37′ 45.709″ | 11,237 ± 0,054 | 11,806 ± 0,025 | 0,569 ± 0,079 | HD 358033          |

La nature exacte de ce groupement d'étoiles est longtemps restée indéterminée. On a longtemps pensé que cela pouvait être un simple astérisme (un alignement fortuit d'étoiles éloignées les unes des autres), mais M73 a aussi été présenté comme un amas ouvert peu dense, en raison d'un stade d'évolution avancé. Il se situe à une distance d'environ 685 pc (∼2 230 al) de la Terre. Le mouvement propre de ces étoiles n'était pas connu, ce qui empêchait également de vérifier si les étoiles se déplaçaient ensemble (formant un système gravitationnellement lié) ou pas.
En 2002, un article de l'ESO a comparé le mouvement propre des 6 étoiles les plus brillantes de M73 en étudiant leur spectre, et observé des variations importantes d'une étoile à l'autre. Les auteurs concluent que ces étoiles ne peuvent être considérées comme un système physique à part entière, confirmant donc que M73 est en réalité un astérisme.
Le tableau ci-dessous présente les distances et les vitesses de ces quatre étoiles. Les données reproduites par la base de données Simbad proviennent des mesures de la parallaxe par le satellite Gaia et elles ont été publiées dans le catalogue « GAIA EARLY DATA RELEASE 3 (GAIA EDR3) ».
| Étoile             | Parallaxe (mas) | Distance (pc) | Vitesse (km/s)  |
| ------------------ | --------------- | ------------- | --------------- |
| Cl* NGC 6994 BWM 5 | 1,5029 ± 0,0149 | 665 ± 7       | -20,970 ± 0,266 |
| BD-13 5808         | 3,1658 ± 0,0274 | 316 ± 3       | -8,48 ± 0,57    |
| BD-13 5809         | 1,424 ± 0,0151  | 702 ± 7       | -26,638 ± 0,249 |
| HD 358033          | 2,6105 ± 0,0199 | 383 ± 3       | -53,309 ± 0,265 |

Ces caractéristiques très différentes des quatre étoiles confirment qu'il s'agit bien d'un astérisme.